# Aleksandr Kolchak
Aleksandr Vasiliyevich Kolchak (russo: Алекса́ндр Васи́льевич Колча́к, 16 de novembro de 1874 — 7 de fevereiro de 1920) foi um comandante naval russo, um explorador polar e antigo líder de parte do Exército Branco durante a guerra civil russa. Foi igualmente um perito proeminente nas minas navais e um membro da Sociedade Geográfica Russa.
Entre as condecorações de Kolchak estão o sabre de ouro “For Valor" na batalha de Port Arthur e a grande medalha de ouro de Constantine da Sociedade Geográfica Russa.
Kolchak começou sua carreira como oficial, oceanógrafo e hidrólogo da Armada Imperial Russa, participando ou dirigindo várias explorações polares da Academia de Ciências da Rússia. A ilha Kolchak foi batizada em sua honra. Distinguiu-se em Port Arthur durante a Guerra Russo-Japonesa (1904-1905), incluído o afundamento de um cruzeiro japonês. Após a guerra foi um dos renovadores da frota russa e participou da criação do Estado Maior da Armada, o equivalente de Stavka. Em 1916, por causa de seus actos de heroísmo e habilidades, converteu-se no mais jovem vice-almirante da Armada Imperial de todos os tempos, obtendo o comando da frota do Mar Negro. Após a Revolução de fevereiro de 1917 foi o único almirante que apoiou ao governo de Kerensky.
Devido à Revolução de Outubro e a assinatura do tratado de paz com Alemanha, aceitou converter-se em Ministro de Guerra do governo russo antibolchevique com sede em Omsk. Ao começo da Guerra Civil venceu ao Exército Vermelho na luta por controlar o caminho-de-ferro transiberiano. Em dezembro de 1918 os socialistas-revolucionários foram expulsos do governo antibolchevique de Omsk e Kolchak foi eleito Comandante Supremo da Federação da Rússia, apesar de reconhecer Antón Denikin como chefe do Exército Branco. Apesar de seus sucessos iniciais, mal apoiado por seus aliados e alguns de seus oficiais, perdeu o apoio da população local, da Legião Checa, e finalmente, das suas próprias tropas. No final de 1919, os restos de seu exército e centenas de milhares de civis retiraram-se em desordem para escapar da ofensiva bolchevique que tomou Omsk. Kolchak foi derrotado em dezembro de 1919, e em janeiro de 1920 entregue aos bolcheviques e fuzilado em Irkutsk.